# Авио-компанија
Авио-компанија (енгл. airline) је предузеће које се бави авионским превозом путника и робе. Авиокомпаније користе авионе за пружање ових услуга и могу склопити партнерства или савезе са другим авиопревозницима за споразуме о заједничком коришћењу, у којима обе сттане нуде и обављају исти лет. Генерално, авиокомпаније се признају са ваздушним оперативним сертификатом или лиценцом коју издаје владино ваздухопловно тело. Авио-компаније могу бити редовне или чартер оператери.
Прва авио-компанија била је немачка компанија за ваздушне бродове DELAG, основана 16. новембра 1909. Четири најстарије авио-компаније, нерачунајући оператере цепелина, које и даље постоје су холандски KLM (1919), колумбијски Avianca (1919), аустралијски Qantas (1920) и чешки Czech Airlines (1923).
Власништво авиопревозника доживело је помак са углавном личног власништва до 1930-их у власништво владе над великим авио-компанијама од 1940-их до 1980-их и назад до приватизације великих размера након средине 1980-их. Од 1980-их такође постоји тренд великих спајања авиопревозника и формирања савеза авиопревозника. Највећи савези су Стар алајанс, Скајтим и Oneworld, а ова три су заједно сачињавала више од 60% глобалног комерцијалног ваздушног саобраћаја у 2015. години. Авио-савези координирају своје програме услуга путника (као што су салони и програми за често летење), нуде посебне међулинијске карте и често се укључују у опсежну расподелу кодова (понекад у целом систему).
Према подацима из 2019. године, највећи авиопревозник по превоженим путницима и величини флоте била је Американ Ерлајнс Група, док је Делта ерлајнс била највећа по приходу. Луфтханса Група је била највећа по броју запослених, Федекс Екпрес по товарним тонским километрима, Теркиш ерлајнс по броју земаља које услужује и УПС Ерлајнс по броју поштански дестинација (иако је Јунајтед ерлајнс био највећи путнички авиопревозник по броју опслуживаних дестинација).

## Историја

### Прва авио-компанија
је била прва светска авио-компанија. Основана је 16. новембра 1909. године, уз помоћ владе, и оперисала је ваздушним бродовима које је производила Цепелин корпорација. Њено седиште је било у Франкфурту. Прва редовна авио-компанија са летилицама фиксних крила покренута је 1. јануара 1914. године са линијом на релацији од Санкт Петербурга на Флориди до Тампе на Флориди. Компанија се звала St. Petersburg–Tampa Airboat Line. Четири најстарије авио-компаније, не рачунајући оне које су користиле дирижабле, које још постоје су холандски  (1919), колумбијскa Avianca (1919), аустралијски Qantas (1921), и чешко предузеће Czech Airlines (1923).

### Европа

#### Почеци
Најранији авиопревозник у Европи са фиксним крилима било је предузеће Aircraft Transport and Travel, које је основао Џорџ Холт Томас 1916; након низа преузимања и спајања, ова компанија је предак савременог Бритиш ервејза. Користећи флоту бивших војних авиона Airco DH.4A који су модификовани за превоз два путника у трупу авиона, обављала је помоћне летове између Фокстона и Гента. Дана 15. јула 1919. компанија је летела на пробном лету преко Ламанша, упркос недостатку подршке британске владе. Пилот је био поручник Х. Ша у летилици типа Airco DH.9 између РАФ Хендона и аеродрома Ле Бурже у Паризу, лет је трајао 2 сата и 30 минута по цени од 21 фунти по путнику.
Дана 25. августа 1919. компанија је користила DH.16s за пионирски лет у редовном сервису од аеродрома Хаунзлов Хит до аеродрома Ле Бурже, првом редовном међународном линијом у свету. Авиокомпанија је убрзо стекла репутацију по поузданости, упркос проблемима са лошим временом, и почела је да привлачи европску конкуренцију. У новембру 1919. добила је први британски уговор за цивилну ваздушну пошту. Шест авиона Airco DH.9A Краљевског ваздухопловства посуђено је компанији за обављање службе авионске поште између Хокинџа и Келна. Године 1920, враћени су у Краљевском ваздухопловству.
Остали британски конкуренти су убрзо су следили - Handley Page Transport је основан 1919. године и користио је преправљене ратне бомбардере типа О/400 са капацитетом од 12 путника, за обављање путничке службе на релацији Лондон-Париз.
Прва француска авио-компанија била је Société des lignes Latécoère, касније позната као Аеропостал, која је свој први сервис започела крајем 1918. године у Шпанији. Предузеће Société Générale des Transports Aériens су основали крајем 1919. године, браћа Фарман и авион Фарман Ф.60 Голијат је летео на редовним линијама од Туси ле Нобла до Кенлија, у близини Кројдона у Енглеској. Још једна рана француска авио-компанија била је Compagnie des Messageries Aériennes, коју је 1919. основао Луј Бреге, а нудила је поштанске и теретне услуге између аеродрома Ле Бурже код Париза и Лека аеродрома код Лила.
Прва немачка авио-компанија која је користила авионе теже од ваздуха била је Deutsche Luft-Reederei основана 1917. која је почела са радом фебруара 1919. Прве године, D.L.R. је обављао редовне редовне летове на линијама чија је укупна дужина скоро 1000 миља. До 1921. D.L.R. мрежа је била дуга више од 3.000 km (1.900 mi) и укључивала је дестинације у Холандији, Скандинавији и Балтичким републикама. Друга важна немачка авио-компанија била је Junkers Luftverkehr, која је почела са радом 1921. То је била дивизија произвођача авиона Јункерс, која је постала засебна компанија 1924. Она је управљала удруженим компанијама у Аустрији, Данској, Естонији, Финској, Мађарској, Летонији , Норвешкој, Пољској, Шведској и Швајцарској.
Холандска авио-компанија KLM је обавила први лет 1920. године и најстарија је авио-компанија на свету која непрекидно делује. Ову компанију је основао авијатичар Алберт Плесман. Овом предузећу је убрзо краљица Вилхелмина доделила „краљевски“ предикат. Први лет ове фирме је био са аеродрома Кројдон, Лондон за Амстердама, користећи изнајмљени авион DH-16 предузећа Aircraft Transport and Travel, а превезена су два британска новинара и бројне новине. Године 1921. KLM је започео редовне услуге.
У Финској је повеља којом се успоставља Аеро О/И (сада Finnair) потписана у граду Хелсинкију 12. септембра 1923. Јункерс Ф.13 Д-335 постао је први авион компаније, када га је Аеро преузео испоруку дана 14. марта 1924. Први лет је био између Хелсинкија и Талина, главног града Естоније, и обављен је 20. марта 1924, недељу дана касније.
У Совјетском Савезу је 1921. године основана Главна управа цивилне ваздушне флоте. Један од њених првих поступака био је да помогне оснивању Deutsch-Russische Luftverkehrs A.G. (Deruluft), заједничког немачко-руског предузећа за пружање ваздушног транспорта од Русије до Запада. Унутрашњи ваздушни саобраћај започет је отприлике у исто време, када је Добролиот 15. јула 1923. почео са радом између Москве и Нижњег Новгорода. Од 1932. године све операције су се одвијале под именом Аерофлот.
Ране европске авио-компаније имале су тенденцију да фаворизују удобност, те су путничке кабине су често биле простране са луксузним ентеријером, уместо брзине и ефикасности. Релативно базичне навигационе способности пилота у то време такође су значиле да су кашњења услед временских услова била уобичајена.